# Saara Loikkanen
Saara Loikkanen (heute Saara Esko, * 31. Mai 1980 in Savonlinna) ist eine finnische Volleyball- und Beachvolleyballspielerin.

## Karriere Halle
Loikkanen begann ihre Karriere 1996 bei Oriveden und gewann 1997 die finnische Meisterschaft. Außerdem wurde sie von 1996 bis 1998 dreimal Pokalsiegerin. Nach dem zweiten Platz in der Meisterschaft 1998 gab es 1999 den nächsten Titelgewinn. Seit 1998 spielte sie auch in der finnischen Nationalmannschaft. 1999 ging die Außenangreiferin von Euran Raiku zu Someron Pallo und 2000 zu Pieksämäki Volley.
Von 2001 bis 2004 spielte Loikkanen beim deutschen Bundesligisten SSV Ulm Aliud Pharma und wurde hier 2003 Deutscher Meister und Pokalsieger. 2004 war sie auch in den Ranglisten des deutschen Volleyballs vertreten. Danach ging sie für eine Saison nach Belgien zu Datovoc Tongeren, mit dem sie 2005 Belgischer Meister und Pokalsieger wurde. Von 2005 bis 2010 spielte sie in Italien bei Megius Volley Padua, bei Yamamay Busto Arsizio und bei Universal Volley Modena.

## Karriere Beach
Loikkanen spielte seit Mitte der 1990er Jahre Beachvolleyball auf nationaler Ebene. Mit Riikka Lehtonen wurde sie 1998 und 1999 finnische Meisterin. 2003 beendete sie die Beachvolleyball-Aktivitäten zugunsten ihrer internationalen Hallenkarriere.

## Privates
Saara Loikkanen ist mit dem finnischen Volleyball-Nationalspieler Mikko Esko verheiratet.